# Jagaraga (Buana Pemaca)
Jagaraga is een bestuurslaag in het regentschap Ogan Komering Ulu Selatan van de provincie Zuid-Sumatra, Indonesië. Jagaraga telt 1757 inwoners (volkstelling 2010).